# Lipidapherese
Die Lipidapherese (auch: Lipoproteinapherese) ist ein extrakorporales Blutreinigungsverfahren zur Entfernung von LDL-Cholesterin und weiteren Faktoren der Arteriosklerose wie Lipoprotein(a) und Triglyzeriden aus dem Blut. Die Lipidapherese wird bei verschiedenen schweren Fettstoffwechselstörungen, insbesondere auch bei Patienten eingesetzt, die an der homozygoten Form der familiären Hypercholesterinämie (HoFH) leiden, da diese Patienten auf eine diätetische und medikamentöse Therapie zur Senkung des LDL-Cholesterins nur unzureichend ansprechen. Bei Patienten mit einer schweren Hypercholesterinämie, bei denen grundsätzlich mit einer über zwölf Monate dokumentierten maximalen diätetischen und medikamentösen Therapie das LDL-Cholesterin nicht ausreichend gesenkt werden kann, ist die Lipidapherese ebenfalls indiziert. Weiterhin werden Patienten mit isolierter Lipoprotein(a)-Erhöhung und LDL-Cholesterin im Normbereich sowie gleichzeitig klinisch und durch bildgebende Verfahren dokumentierter progredienter kardiovaskulärer Erkrankung (koronare Herzerkrankung, periphere arterielle Verschlusskrankheit, zerebrovaskuläre Erkrankungen) mit der Lipidapherese behandelt.

## Verfahren
Seit dem Einsatz des Plasmaaustauschs 1974 wurden sechs verschiedene Methoden der Lipidapherese entwickelt, die alle in der ärztlichen Praxis eingesetzt werden: die Heparin-induzierte extrakorporale LDL-Präzipitation (HELP), die Lipidfiltration, die Dextran-Sulfat-Cellulose-Adsorption (DSA) aus Plasma, die Immunadsorption (IA) sowie die beiden Vollblutverfahren, die Dextran-Sulfat-Cellulose-Adsorption (Lipidadsorption) und die Polyacrylatadsorption (Direkte Adsorption von Lipoproteinen, DALI-Verfahren). In vivo finden vielfältige physikochemische Blut-Plasma-Oberflächen-Interaktionen sowie intraplasmatische Interaktionen statt, die bei allen Verfahren der Lipidapherese zur Elimination einer Reihe von Plasmaproteinen führen. Neben LDL-Cholesterin werden durch die Behandlung mit der Lipidapherese in unterschiedlichem Umfang auch Immunglobuline, Gerinnungsfaktoren und HDL-Cholesterin eliminiert. Im Langzeitverlauf lässt sich jedoch ein Anstieg des HDL-Cholesterins und gleichzeitig eine Abnahme des LDL/HDL-Quotienten beobachten.

### Plasmatherapieverfahren
Bei den Plasmatherapieverfahren werden im ersten Schritt mittels eines Plasmaseparators humorale Blutbestandteile von den zellulären Bestandteilen getrennt, die sofort wieder an den Patienten zurückgeführt werden. Aus dem gewonnenen Plasma werden in einem zweiten Schritt LDL-Cholesterin und weiteren Faktoren der Arteriosklerose wie Lipoprotein(a) und Triglyzeride entfernt. Das so behandelte Plasma wird schließlich zusammen mit den zellulären Bestandteilen dem Patienten zurückgegeben.

#### Heparin-induzierte extrakorporale LDL-Präzipitation, HELP-Verfahren
Das 1985 entwickelte HELP-Verfahren eliminiert LDL-Cholesterin, Lipoprotein(a) und Fibrinogen aus dem Plasma durch Präzipitation bei saurem pH-Wert (pH 5,12) in Anwesenheit von Heparin. Das mittels eines Plasmafilters abgetrennte Blutplasma wird hierzu im Verhältnis 1:1 mit einem Gemisch aus Natriumacetatpuffer und Heparin versetzt. Die hierdurch gefällten Heparin-Protein-Komplexe, welche LDL-Cholesterin, Lipoprotein(a) und Fibrinogen enthalten, werden anschließend mit einem Präzipitationsfilter aus Polycarbonat abfiltriert. Das gereinigte Plasma passiert schließlich einen Polyanionenaustauschers (DEAE-Zellulose) zur Entfernung überschüssigen Heparins sowie einen Dialysator zur Entfernung des Puffers, bevor es dem Patienten rückinfundiert wird. Da das HELP-Verfahren zusätzlich auch Fibrinogen reduziert, verringert es die Blutviskosität und verbessert so die Durchblutung insbesondere in den feinen Kapillargefäßen. Studien zeigen die Wirksamkeit bei Herz-Kreislauf-Erkrankungen.
Das HELP-Verfahren wird seit 2002 nach einer Studie bei der Behandlung des akuten Hörsturzes eingesetzt. Nur Patienten mit erhöhtem Plasma-Fibrinogen-Spiegel über 295 mg/dl profitierten signifikant im Vergleich zur Standardtherapie. Langfristig gesicherte Daten zur Wirksamkeit liegen nicht vor, die AWMF-Leitlinie zur Therapie des akuten Hörsturzes von 2010 nennt dieses Verfahren nicht (eine aktualisierte Leitlinie wird 2014 erwartet).

#### Temperaturoptimierte Doppelfiltrations-Plasmapherese, Lipidfiltration
Bei der seit mehr als 20 Jahren in der klinischen Praxis etablierten Lipidfiltration handelt es sich um eine größenselektive Filtration hochmolekularer Plasmabestandteile. Sie wird technisch auch als temperaturoptimierte Doppelfiltrations-Plasmapherese (DFPP) bezeichnet. Zelluläre Bestandteile werden mit einem Plasmaseparator im ersten Schritt vom Blutplasma abgetrennt. Das so gewonnene Plasma wird über eine vorgeschaltete Heizung in den Lipidfilter geleitet, der hochmolekulare Substanzen wie LDL-Cholesterin, Lipoprotein(a), Fibrinogen und Triglyzeride zurückhält. Grundprinzip ist hier also eine Filtration in Abhängigkeit von Größe, molarer Masse und Geometrie. Moleküle und Molekülkomplexe mit einem Durchmesser von 25 bis 40 nm werden zurückgehalten, kleinere Moleküle wie HDL-Cholesterin können den Filter theoretisch ungehindert passieren. Die Membran des Filters besteht aus Polyethylen. Es stehen Filter mit unterschiedlichen Porengrößen zur Verfügung. Die Methode hat sich in klinischen Studien als sicher und gut verträglich erwiesen. Die Behandlungsdauer beträgt abhängig von Blutfluss und Plasmavolumen etwa zwei Stunden. Die Antikoagulation kann sowohl mit Heparin als auch mit Citrat erfolgen.

#### Doppelfiltrations-Plasmapherese, Monet-Verfahren
Das später entwickelte Monet-Verfahren ist im Wesentlichen mit der Lipidfiltration identisch, die Membran des Sekundärfilters besteht bei diesem Verfahren aus Polysulfon und es erfolgt keine Einstellung der Temperatur des Blutplasmas.

#### Dextran-Sulfat-Cellulose Adsorption (DSA) aus Plasma, Liposorber LA
Dextran-Sulfat ist ein auf seiner Oberfläche negativ geladenes Molekül, das selektiv positiv geladene Moleküle wie die Apo-B-Domäne des LDL- oder VLDL-Cholesterins und Lipoproteins(a) bindet. HDL-Cholesterin, dem diese Domäne fehlt, wird nicht adsorbiert. Auch bei der Dextran-Sulfat-Cellulose Adsorption (DSA) aus Plasma werden zunächst die festen Blutbestandteile mittels eines Plasmaseparators abgetrennt. Das Plasma wird im Wechsel über zwei kleine Säulen geleitet, die an Cellulose-Kügelchen gebundenes Dextran-Sulfat enthalten und durch Adsorption Apo-B-haltige Lipoproteine binden. Nach jeweils 600 ml behandeltem Plasmavolumen wird auf die andere Säule umgeschaltet und die vorherige regeneriert.

#### ApoB100-Immunadsorption, Therasorb-Verfahren
Das Immunadsorptionssystem zur LDL-Apherese besteht aus einem Adsorber mit polyklonalen Apoprotein-B-Antikörpern vom Schaf, welche auf Sepharose Cl-4B immobilisiert sind und die ApoB-haltigen Lipoproteine LDL-Cholesterin und Lipoprotein(a) aus dem Plasma adsorbieren. Es kommen zwei Immunadsorptionssäulen zum Einsatz, die bei der Behandlung mehrfach während des Betriebs der jeweils anderen Säule im Wechsel mit saurer Glycinlösung regeneriert werden. Wegen der hohen Kosten der Adsorber ist eine Wiederverwendung notwendig, so dass jeder Patient sein eigenes Säulenpaar erhält, welches nach der Behandlung regeneriert und mit Natriumazidzusatz als Bakteriostatikum bei 4 °C gelagert wird. Pyrogenteste sind vor jedem Einsatz notwendig. Die Effektivität der Säulen lässt im Laufe der Zeit nach, im Durchschnitt sind ca. 50 Behandlungen pro Säulenpaar möglich.

### Hämoperfusionsverfahren
Bei Hämoperfusions- oder Vollblutverfahren werden mit Hilfe adsorbierender Substanzen, die sich in granulierter Form in einer Adsorberpatrone befinden, atherogene Substanzen im extrakorporalen Kreislauf direkt aus dem Blut entfernt. Die Größe der Adsorberpatrone muss eine ausreichende Austauschfläche und Kontaktzeit des Adsorbens gewährleisten.

#### Polyacrylatadsorption, DALI-Verfahren
Die direkte Adsorption von LDL-, VLDL-Cholesterin und Lipoprotein(a) aus Vollblut ist ebenfalls mit dem 1996 entwickelten DALI-System (Direkte Adsorption von Lipoproteinen) möglich. Die einmal verwendbaren Adsorptionspatronen enthalten negativ geladene Polyacrylatliganden, die auf Polymethacrylamid immobilisiert sind und auf elektrostatischem Wege die atherogenen Lipoproteine binden. Fibrinogen wird nur zu einem kleinen Teil (bis max. 30 %) entfernt. Es stehen DALI-Konfigurationen unterschiedlicher Kapazität (500/750/1000/1250) zur Verfügung. Die Antikoagulation erfolgt mit Citrat. Der Systemaufbau ist auch beim DALI-Systems durch Wegfall der Plasmaseparation einfach, die Behandlungszeit kurz. Bei gleichzeitiger Einnahme von blutdrucksenkenden ACE-Hemmern kann es zu Nebenwirkungen (Bradykinin-Ausschüttung) kommen.

#### Dextran-Sulfat-Cellulose Adsorption (DSA), Liposorber DL
Aufbauend auf der Technik des Systems zur Dextran-Sulfat-Cellulose Adsorption aus Plasma wurde das Liposorber D-System entwickelt, das die Adsorption von LDL-, VLDL-Cholesterin und Lipoprotein(a) aus Vollblut ermöglicht. Ein wesentlicher Vorteil des Liposorber D-Systems ist der einfache Systemaufbau durch Wegfall der Plasmaseparation und die Möglichkeit höherer Blutflüsse (bis 150 ml/min) mit Verkürzung der Behandlungszeit. Der Liposorber D ist in verschiedenen Adsorbervolumina verfügbar. Antikoagulans ist standardmäßig Citrat. Die gleichzeitige Einnahme von blutdrucksenkenden ACE-Hemmern ist auch hier kontraindiziert.

## Wirksamkeit der Lipidapherese
Alle methodischen Lösungen der extrakorporalen LDL-Apherese erfüllen das durch den Gemeinsamen Bundesausschuss geforderte Qualitätskriterium einer mindestens 60%igen Absenkung von LDL-Cholesterin pro Therapiesitzung. Die Behandlung erfolgt in der Regel wöchentlich bis zweiwöchentlich. Für alle Verfahren kann einheitlich festgestellt werden, dass sie das atherogene Lipidprofil der Patienten signifikant verbessern. LDL-Cholesterin wird durchschnittlich um 60–75 % gesenkt, innerhalb des LDL-Cholesterins kommt es darüber hinaus zu einem relativen Abfall der kleinen, dichten und besonders atherogenen LDL-Partikel wohingegen das HDL-Cholesterin nur in geringem Maße entfernt wird (durchschnittlich 6 bis 29 %) und im Verlauf regelmäßiger Behandlungen sogar ansteigt. Inflammatorisch wirkende HDL-Spezies werden dabei im Verlauf abgesenkt. Die Lipidfiltration und das HELP-Verfahren senken zusätzlich Fibrinogen ab (durchschnittlich 52 bis 59 %) und können damit aufgrund ihrer zusätzlichen rheologischen Wirksamkeit bevorzugt bei Patienten eingesetzt werden, wenn Fibrinogen als wesentlicher Risikofaktor der Gesamtmorbidität zu werten ist. Fibrinogen ist ein unabhängiger Risikofaktor der koronaren Herzerkrankung und spielt in der Pathogenese der Arteriosklerose eine wichtige Rolle. Lp(a) wird durch alle Verfahren in vergleichbar hohem Maße wie das LDL-Cholesterin abgesenkt. Durch die Absenkung des Lp(a)-Plasmaspiegels wird damit auch bevorzugt der Anteil oxidierter Phospholipide eliminiert. Oxidierte Phospholipide werden im Plasma bevorzugt von Lp(a) transportiert und tragen zu dessen atherogenen und proinflammatorischen Eigenschaften bei. Eine konsequente Senkung der Lipoproteine im Plasma führt bei Patienten mit koronarer Herzkrankheit zur Verbesserung ihrer kardialen Prognose und der Gesamtmortalität. Für einen Teil der Patienten mit erblichen Hypercholesterinämien in homozygoter oder schwerer heterozygoter Ausprägung und besonders ernster kardialer Prognose ist auch die medikamentöse Maximaltherapie nicht ausreichend. Für sie ist die Lipidapherese lebensnotwendig und lebensverlängernd. Dies gilt in gleichem Maße für Patienten mit erhöhtem Lp(a) und progredienter koronarer Herzkrankheit, bei denen sich das LDL-Cholesterin im Zielwertbereich befindet. Im September 2013 berichtete eine Studie an Patienten mit Lipoprotein(a) > 60 mg/dl über erheblich gesenkte Ereignisraten für arteriosklerotische Ereignisse im Beobachtungszeitraum von zwei Jahren, z. T. über 80 %. Ein Follow-Up dieser Studie nach fünf Jahren zeigte die nachhaltige Wirkung der regelmäßigen Lipidapherese. Über diesen Zeitraum konnte kein erneuter Wiederanstieg der kardiovaskulären Ereignisse festgestellt werden. Im Rahmen der Odyssey-Escape-Studie konnte bei einem Teil der Patienten, bei denen die Absenkung von LDL-Cholesterin im Vordergrund stand, durch eine medikamentöse Therapie mit dem PCSK9-Hemmer Alirocumab die Häufigkeit der Lipidapherese-Sitzungen verringern werden. Bei Patienten mit einer schweren familiären Hypercholesterinämie und entsprechend hohem LDL-Cholesterin kann eine Kombination aus Lipidapherese und PCSK9-Hemmern eingesetzt werden. Lipoprotein(a) wird durch PCSK9-Hemmer nur in geringem Maße abgesenkt, so dass die Lipidapherese bei Patienten mit erhöhtem Lp(a) die einzige effektive Therapieoption bleibt.